# Буда Сергій Олексійович
Сергі́й Олексі́йович Бу́да (нар. 4 (16) жовтня 1869, Миргород, нині Полтавської області — пом. 1942, Київ) — український історик, перекладач, журналіст.

## Біографія
Народився 4 жовтня 1869 року в місті Миргород, що тоді було частиною Полтавської губернії, і де батько служив секретарем у міській раді.
У 1881–1890 роках навчався в гімназіях у Лубнах, Глухові та Полтаві. У 1896–1898 роках навчався в Юр'євському ветеринарному інституті (нині Тарту, Естонія) (навчання не закінчив).
У 1899–1914 роках працював у редакціях низки київських часописів — спочатку в російськомовних, а після 1905 року — також і україномовних часописах. Зокрема друкувався в газетах «Киевские отклики», «Киевское слово», «Рада», журналі «Літературно-науковий вістник», «Українська хата», «Украинская жизнь» та ін.
У 1914–1915 роках служив у Київському губернському земстві. У 1916–1918 роках працював у Комітеті Південно-Західного фронту Всеросійського союзу міст — цивільної організації з облаштування відвойованих міст, був помічником головного бухгалтера.
Редактор кооперативного видавництва «Книгоспілка». Від 1919 — співробітник Постійної комісії для складання Словника живої української мови при ВУАН, від 1921 — старший науковий співробітник Комісії для дослідів над історією громадських течій в Україні при ВУАН, Музею антропології та етнографії ім. Ф. Вовка. 1930 року звільнений з ВУАН комісією з чистки академічного апарату. Від 1926 року працював також як архівіст у Київському центральному архіві давніх актів. У 1930—1941 роках співпрацював у київських видавництвах.

## Творчість
Автор низки публіцистичних та критичних статей, зокрема про історію пам'ятника Тарасові Шевченку в Києві, історію українського театру, української преси та цензурних утисків українського духовного слова.
Переклав українською мовою з англійської, французької, німецької та російської:
- Віппер Р. Нова історія. — Київ, 1923;
- Короленко В. Серед лихих людей. — Київ, 1923;
- Кудрявський Д. Як у старовину жили люди. — Харків, 1924;
- Радек К. Закордонна політика радянської Росії. — Харків, 1924;
- Стівенсон Р. Л. «Острів скарбів». — Київ, 1929;
- Дюма А. Королева Марго. — Київ, 1937;
- окремі твори Миколи Лєскова, П'єра-Жана Беранже, Ромена Роллана, Анатоля Франса.

Зібрав архівні матеріали для історії української книжки в Києві до середини 1870-х років. Написав статтю про петрашівців та кирило-мефодіївців для зборів Комісії для дослідів над громадськими течіями в Україні в пам'ять 75-х роковин Кирило-Мефодіївського братства. Опрацьовував для тлумачного словника лексику творів Тараса Шевченка (частково «Кобзар»), Павла Білецького-Носенка, Анатолія Свидницького, Василя Стефаника, фольклорних матеріалів із «Записок Наукового товариства імені Шевченка». Переклав російською мовою кілька оповідань Івана Франка, що вийшли окремим виданням 1906 року в Санкт-Петербурзі.
З 1935 року працював у «Державному літературному видавництві», що переїхало до Києва. За три роки переклав понад 40 оповідань Чехова, 7 оповідань Тургенєва, окремі твори Бальзака («Опіка» прийнята, але не вийшла друком через припинення запланованого багатотомного видання творів Бальзака (вийшов лише 1 том у 1934), Меріме (10 повістей і оповідань, що вийшли як перший том його творів), Дюма («Королева Магро» — 1937, «Графиня де Монсоро» понад рік була в матрицях, проте не вийшла друком).  Наразі матеріали особового фонду С. О. Буди за № 3964 зберігаються в архіві ЦДАВО.

## Праці
- Памятник Т. Г. Шевченко // Украинская жизнь. — 1912. — № 3. (рос.)
- Украинский театр // Украинская жизнь. — 1912. — № 11; (рос.)
- За український університет. — К., 1912.
- З селянських настроїв по революції 1905 року: Сторінка зі споминів // Україна. — 1925. — Кн. 4.
- Перед польським повстанням 1863 р.: З архівних матеріалів // Україна. — Кн. 5.
- «Світопреставління» в 1857 р. // Україна. — 1926. — Кн. 1.
- До історії революційно-народницького руху на Україні в першій половині 70-х років: Іван Трезвинський, один з «193» // Україна. — Кн. 4.
- За сто літ, збірники:
  - Заслання М. В. Ковалевського: (Ненадруковані статті і листи М. В. Ковалевського) // За сто літ. — 1928. — Кн. 2.
  - Українські переклади революційної літератури 1870-х років // За сто літ. — Кн. 3. Київ, 1928 (переглянути у е-бібліотеці «Культура України» [Архівовано 12 квітня 2017 у Wayback Machine.])
  - До біографії С. А. Подолинського // За сто літ. — 1930. — Кн. 5.
- Донос на Кулішеві «Листи з хутора» // Записки Історико-філологічного відділу. — 1929. — Кн. 25.
- Реставрація могили Т. Шевченка в 1883—84 р. // Радянська література. — 1939. — № 5.
- «Викорінювання українства» за Указу 1876 р.[1]